# 604 (numero)
Seicentoquattro è il numero naturale dopo il 603 e prima del 605.

## Proprietà matematiche
- È un numero pari.
- È un numero composto, con i seguenti 6 divisori: 1, 2, 4, 151, 302, 604. Poiché la somma dei suoi divisori (escluso il numero stesso) è 460 < 604, è un numero difettivo.
- È un numero nontotiente.
- È un numero palindromo nel sistema di numerazione posizionale a base 12 (424).
- È un numero congruente.

## Astronomia
- 604 Tekmessa è un asteroide della fascia principale del sistema solare.
- NGC 604 è una nebulosa diffusa della costellazione del Triangolo.

## Astronautica
- Cosmos 604 è un satellite artificiale russo.